# Ida Vaculková
Ida Vaculková (8. března 1920, Uherské Hradiště – 16. říjen 2003, Uherské Hradiště) byla česká keramička a sochařka. Jejím manželem byl malíř, sochař, grafik a výtvarný pedagog Vladislav Vaculka.

## Životopis

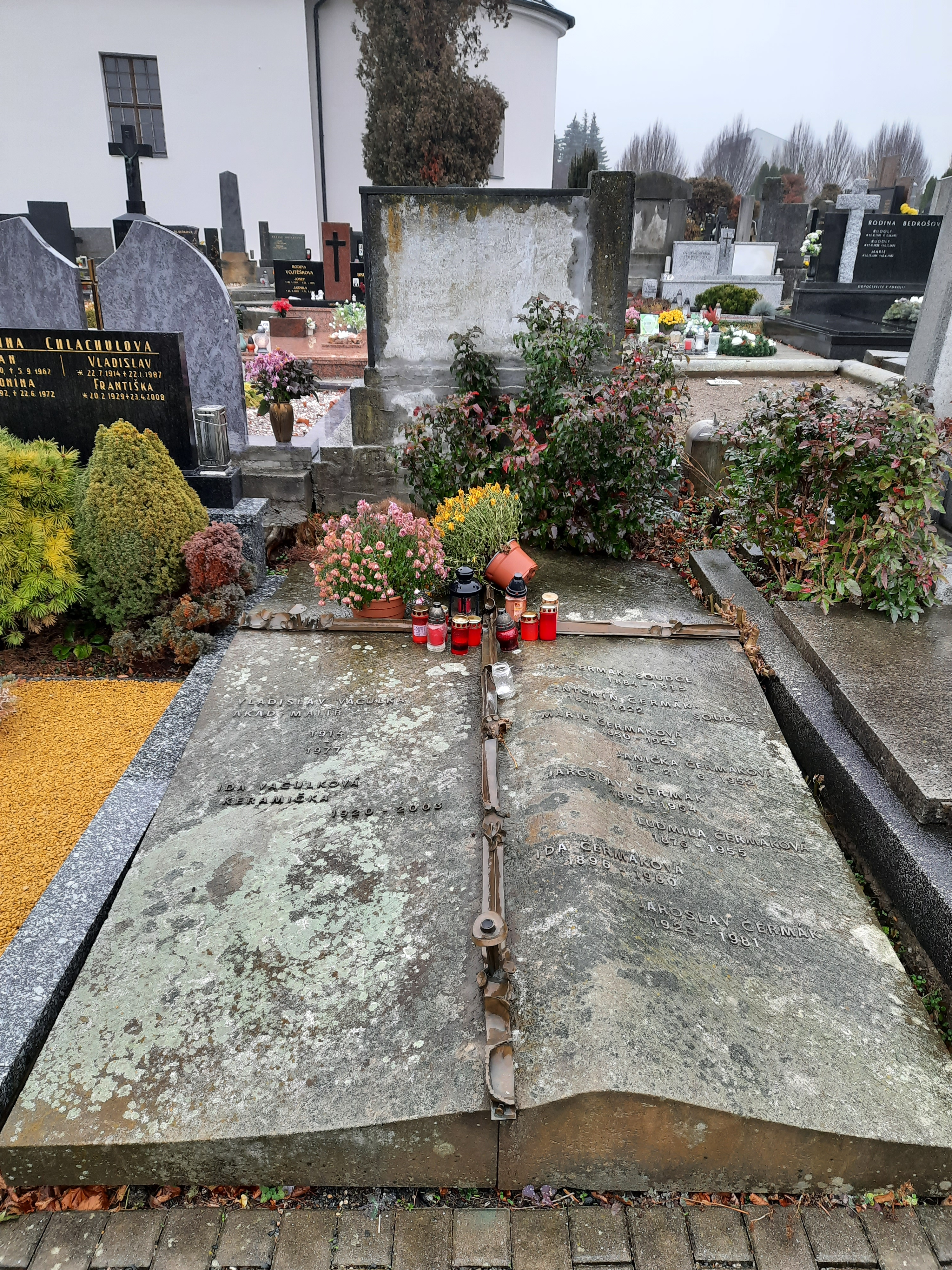
Hrobka rodiny Vaculkovy na hřbitově v Mařaticích

Ida se narodila jako dcera Jaroslava Čermáka, právního rady při městském úřadě v Uherském Hradišti, a jeho manželky Idy, rozené Kroupové. V roce 1938 absolvovala reálné gymnázium v Uherském Hradišti. V roce 1939 začala studovat kreslení v ateliéru prof. Oldřicha Blažíčka na Českém vysokém učení technickém v Praze. Seznámila se s malířem Vladislavem Vaculkou z Jarošova, za něhož se 3. května 1941 provdala.
Společně s Vladislavem Vaculkou (1914–1977), Jánušem Kubíčkem a Vladimírem Vašíčkem začala vystavovat své obrazy kubizujícího stylu, roku 1941 na dvou Salónech mladých ve Zlíně. 
Po znovuotevření vysokých škol v letech 1945–1948 pokračovala ve studiu na Českém vysokém učení technickém v Praze v ateliérech prof. Cyrila Boudy a prof. Martina Salcmana, ale studium z osobních a politických důvodů nedokončila. Během studia vystavovala v roce 1946 Slováckém muzeu v Uherském Hradišti své obrazy. 
Po návratu do Uherského Hradiště v roce 1949 zanechala malířství a orientovala se na drobnou figurální plastiku a keramickou tvorbu. Začala se účastnit domácích i zahraničních přehlídek a výstav československé keramické tvorby.
V roce 1956 Ida Vaculková s Vladislavem Vaculkou uspořádali první sérii společných výstav keramiky v Praze, Brně, Ostravě a Zlíně. Zároveň manželé Vaculkovi navázali přátelství a uměleckou spolupráci s Jánušem Kubíčkem, Bohumírem Matalem a Vladimírem Vašíčkem.
Po roce 1956 vstoupila do Svazu československých výtvarných umělců. 
Když byla v roce 1957 v Brně založena umělecká skupina “Brno 1957”, jejími členy se stali malíři Jánuš Kubíček, Bohumír Matal, Vladislav Vaculka, Vladimír Vašíček, z uměleckých historiků a teoretiků členy Zdeněk Kudělka, Petr Spielmann, Jaromír Zemina, skladatel Jan Novák a architekti Ivan Ruller a Zdeněk Řihák. Později vstoupil do skupiny malíř Pavel Navrátil. Na aktivitách skupiny Ida Vaculková se podílela.
Od roku 1958 pravdielně vystavovala na keramických sympoziích v Itálii, ve Faenze a ve Gualdu Tandinu, kde byl dvakrát oceněna za své keramické skulprury (1969 stříbrná medaile, 1990 zlatá medaile). 
V roce 1969 patřila k zakládajícím členům brněnského Sdružení Q a zúčastnila se v roce 1970 jeho prvních a zároveň posledních výstav v Olomouci a v Domě umění v Brně, než normalizační politika SČVU další činnost zastavila. Na realizaci svých rozměrných plastik spolupracovala se třemi hrnčíři a kruhaři, mistry L. Znojem., J. Petrášem a V. Kohoutkem.
V letech 1950–1996 podnikala pravidelné studijní zájezdy do Francie, Libanonu, SSSR, Itálie, Řecka, Kypru, Malé Asie, Německa a Rakouska. Významné a inspirativní byly pro ni zejména cesty do Středomoří, kde nalezla v předantické archaické kultuře shodné pojetí figurální tvorby a ověřila si správnost svých východisek a názorů.
Ida Vaculková zemřela 16. října 2003 v Uherském Hradišti a byla pohřbena v rodinné hrobce na hlavním městském hřbitově v Mařaticích. Svého manžela přežila o čtvrt století.

## Dílo
Základem její keramické tvorby byla komorní figurální plastika s pestrobarevnou glazurou. Zpravidla to byl solitér a měl podobu stojícího čtvernožce, většinou poznatelné vzpřímené lidské figury, s jasně definovanou tváří a v symbolickém /znakovém postoji s rozepjatými pažemi. Oproti svým vrstevníkům, například Janu Kutálkovi, se Vaculková nesnažila o prvoplánové veselí groteskních a úsměvných figurek, ale sledovala hlubší smysl symbolu či znaku, jaký měly pravěké petroglyfy, ale také lidové umění. 
Druhou sférou její tvorby byly keramické objekty pro veřejný prostor, složené převážně z geometrických těles.  Její glazury jsou vždycky používány účelně, nehýří množstvím barev.    

### Literatutra
- Růžička, Milouš–Vlček Tomáš, Současná keramika.  Odeon Praha 1979
- Horová Anděla (editorka), Nová encyklopedie českého výtvarného umění (N-Ž). Academia Praha 1995, s. 888-889, Vaculková Ida